# Risiocnemis pistor
Risiocnemis pistor là loài chuồn chuồn trong họ Platycnemididae. Loài này được Gassmann & Hämäläinen mô tả khoa học đầu tiên năm 2002.